# Torben Klebe
Torben Kay Klebe (* 1976) ist ein deutscher Politiker (NPD) und Rechtsextremist. Er war Landesvorsitzender der Partei in Hamburg.
Klebe ist Heizungsbaumeister, Geschäftsführer der Alstertherm GmbH in Hamburg und arbeitet als selbständiger Handwerker mit dem Betrieb „Ökozeit“ in Bramfeld.
Seine politische Karriere startete Klebe in der im Jahr 2000 verbotenen Kameradschaft „Hamburger Sturm“, deren Chef er war, und dem ebenfalls verbotenen Nazimusik-Netzwerk „Blood & Honour“. Als „Blood & Honour“ im Jahr 2000 verboten wurde, bekam Torben Klebe die Verbotsverfügung persönlich zugestellt. In den darauffolgenden Jahren organisierte Klebe mehrmals Konzerte von Rechtsrockbands in Hamburg.
Bis 2008 betrieb Klebe einen Laden mit Szene-Bekleidung und Musik in Rostock. Klebe wurde wegen des Vertriebes von indizierten Nazi-CDs verurteilt. Nach dem Tod von Jürgen Rieger wurde Klebe zunächst kommissarischer Leiter und 2010 zum Landesvorsitzenden in Hamburg gewählt. 2014 wurde Thomas Wulff zu seinem Nachfolger gewählt.
Klebe war NPD-Kandidat bei der Bürgerschaftswahl in Hamburg 2011. Bei der Bundestagswahl 2013 trat er im Wahlkreis Hamburg-Mitte an.

## Belege
1. ↑  Das Hamburger Nazi-Netzwerk. In: Hamburger Morgenpost. Abgerufen am 21. Mai 2014.
2. ↑  SHS Alstertherm GmbH, Hamburg. Abgerufen am 1. Februar 2024.
3. ↑  Rechtsextremismus: „Hamburger Sturm“ verboten. In: Der Tagesspiegel. 11. August 2000, abgerufen am 21. Mai 2014.
4. ↑  Peter Müller, Andreas Speit: Rechtsextreme werden in Ruhe gelassen – Geheimdienst schützte seine V-Leute. In: die tageszeitung. 19. September 2013, abgerufen am 21. Mai 2014.
5. ↑  Olaf Wunder: Jung, skrupellos und voller Hass: Das Hamburger Nazi-Netzwerk. In: Hamburger Morgenpost. 19. November 2011, abgerufen am 21. Mai 2014.
6. ↑  Naziterror. Welche Rolle spielt der Hamburger Verfassungsschutz? In: Elbe Wochenblatt. Archiviert vom Original (nicht mehr online verfügbar) am 21. Mai 2014; abgerufen am 21. Mai 2014.  Info: Der Archivlink wurde automatisch eingesetzt und noch nicht geprüft. Bitte prüfe Original- und Archivlink gemäß Anleitung und entferne dann diesen Hinweis.
7. ↑  Jan Jetter: Hamburger NPD bleibt in Hand von vorbestraften Kameradschaftern. In: Zeit Online. 3. Juni 2011, abgerufen am 21. Mai 2014.
8. ↑  Verfassungsschutzbericht Hamburg 2009, S. 18 (mit Foto; PDF; 1,9 MB)
9. ↑  NPD-Landeschef „Steiner“. In: Blick nach Rechts. 14. März 2014, abgerufen am 21. Mai 2014.
10. ↑  Torben Klebe auf abgeordnetenwatch.de

| Personendaten    | Personendaten                                                                       |
| ---------------- | ----------------------------------------------------------------------------------- |
| NAME             | Klebe, Torben                                                                       |
| ALTERNATIVNAMEN  | Klebe, Torben Kay                                                                   |
| KURZBESCHREIBUNG | deutscher Politiker (NPD), Landesvorsitzender der NPD Hamburg sowie Rechtsextremist |
| GEBURTSDATUM     | 1976                                                                                |